# 검은귀다람쥐
검은귀다람쥐(Nannosciurus melanotis)는 다람쥐과에 속하는 설치류의 일종이다. 검은귀다람쥐속(Nannosciurus)의 유일종이다. 작은 다람쥐로 보르네오섬과 수마트라섬, 자와섬의 숲에서 발견된다. 눈에 띄는 희끄무레하고 검은 얼굴 표지를 제외하고, 검은귀다람쥐는 애기피그미다람쥐를 닮았다.

## 아종
4종의 아종이 알려져 있다.
- N. m. melanotis
- N. m. bancanus
- N. m. borneanus
- N. m. pulcher